# Piz Polaschin
Le piz Polaschin est un sommet de la chaîne de l'Albula en Suisse. Culminant à 3 012 m d'altitude, il se situe en Haute-Engadine. Son accès est possible par le village Silvaplana (1 815 m).